# فرانسیسکو پونین
فرانسیسکو پونین (انگلیسی: Francisco Puñal؛ زادهٔ ۶ سپتامبر ۱۹۷۵) بازیکن فوتبال اهل اسپانیا است.
از باشگاه‌هایی که در آن بازی کرده‌است می‌توان به باشگاه فوتبال لگانس و باشگاه فوتبال اوساسونا اشاره کرد.
وی همچنین در تیم‌های ملی فوتبال باسک و Navarre autonomous football team بازی کرده‌است.